# AHCTF1
La proteína ELYS (AHCTF1 AT-hook containing transcription factor 1 en inglés) es una proteína que en humanos está codificada por el gen AHCTF1.

La nucleoporina ELYS/Mel28, es un socio de unión con el complejo de Nup107-160 en extractos de Xenopus y extractos de células humanas. ELYS es esencial para el correcto ensamblaje de los complejos de poros nucleares y también para la división celular.

## Características
La nucleoporina ELYS (embryonic large molecule derived from yolk sac), conocida como Mel-28 (maternal effect lethal-28) o AHCTF1 (AT-hook containing transcription factor 1), se encuentra en mamíferos, Xenopus, nematodos y Drosophila.

Está implicada en interacciones con la cromatina, puede unirse a la cromatina directamente.

## Estructura
ELYS contiene los dominios N-terminal de hélice β y hélice α, que son ambos responsables de su asociación con el subcomplejo Nup107-160 del NPC.

## Función
ELYS se une directamente a la cromatina descondensada, conectando la cromatina con la envoltura nuclear (NE) en formación. 
La unión de ELYS/Mel28 a los cromosomas mitóticos a través de su dominio de gancho AT desencadena la formación del complejo de poro nuclear (NPC).

ELYS/Mel28 se localiza con el complejo Nup107-160 en cinetocoros durante la mitosis.

## Otras lecturas
- Rasala BA, Orjalo AV, Shen Z (2007). «ELYS is a dual nucleoporin/kinetochore protein required for nuclear pore assembly and proper cell division.». Proc. Natl. Acad. Sci. U.S.A. 103 (47): 17801-6. PMC 1635652. PMID 17098863. doi:10.1073/pnas.0608484103.
- Olsen JV, Blagoev B, Gnad F (2006). «Global, in vivo, and site-specific phosphorylation dynamics in signaling networks.». Cell 127 (3): 635-48. PMID 17081983. S2CID 7827573. doi:10.1016/j.cell.2006.09.026.
- Beausoleil SA, Villén J, Gerber SA (2006). «A probability-based approach for high-throughput protein phosphorylation analysis and site localization.». Nat. Biotechnol. 24 (10): 1285-92. PMID 16964243. S2CID 14294292. doi:10.1038/nbt1240.
- Nousiainen M, Silljé HH, Sauer G (2006). «Phosphoproteome analysis of the human mitotic spindle.». Proc. Natl. Acad. Sci. U.S.A. 103 (14): 5391-6. Bibcode:2006PNAS..103.5391N. PMC 1459365. PMID 16565220. doi:10.1073/pnas.0507066103.
- Gerhard DS, Wagner L, Feingold EA (2004). «The status, quality, and expansion of the NIH full-length cDNA project: the Mammalian Gene Collection (MGC).». Genome Res. 14 (10B): 2121-7. PMC 528928. PMID 15489334. doi:10.1101/gr.2596504.
- Ota T, Suzuki Y, Nishikawa T (2004). «Complete sequencing and characterization of 21,243 full-length human cDNAs.». Nat. Genet. 36 (1): 40-5. PMID 14702039. doi:10.1038/ng1285.
- Strausberg RL, Feingold EA, Grouse LH (2003). «Generation and initial analysis of more than 15,000 full-length human and mouse cDNA sequences.». Proc. Natl. Acad. Sci. U.S.A. 99 (26): 16899-903. Bibcode:2002PNAS...9916899M. PMC 139241. PMID 12477932. doi:10.1073/pnas.242603899.

- Datos: Q18037788